# Franciszek Konstanty Rościszewski
Franciszek Konstanty Rościszewski herbu Junosza – starosta bobrownicki w latach 1729–1741, podstoli dobrzyński w latach 1724–1729.
Poseł ziemi dobrzyńskiej na sejm 1732 roku. Jako deputat ziemi dobrzyńskiej podpisał pacta conventa Stanisława Leszczyńskiego w 1733 roku.